# Volksraad van Zuid-Afrika

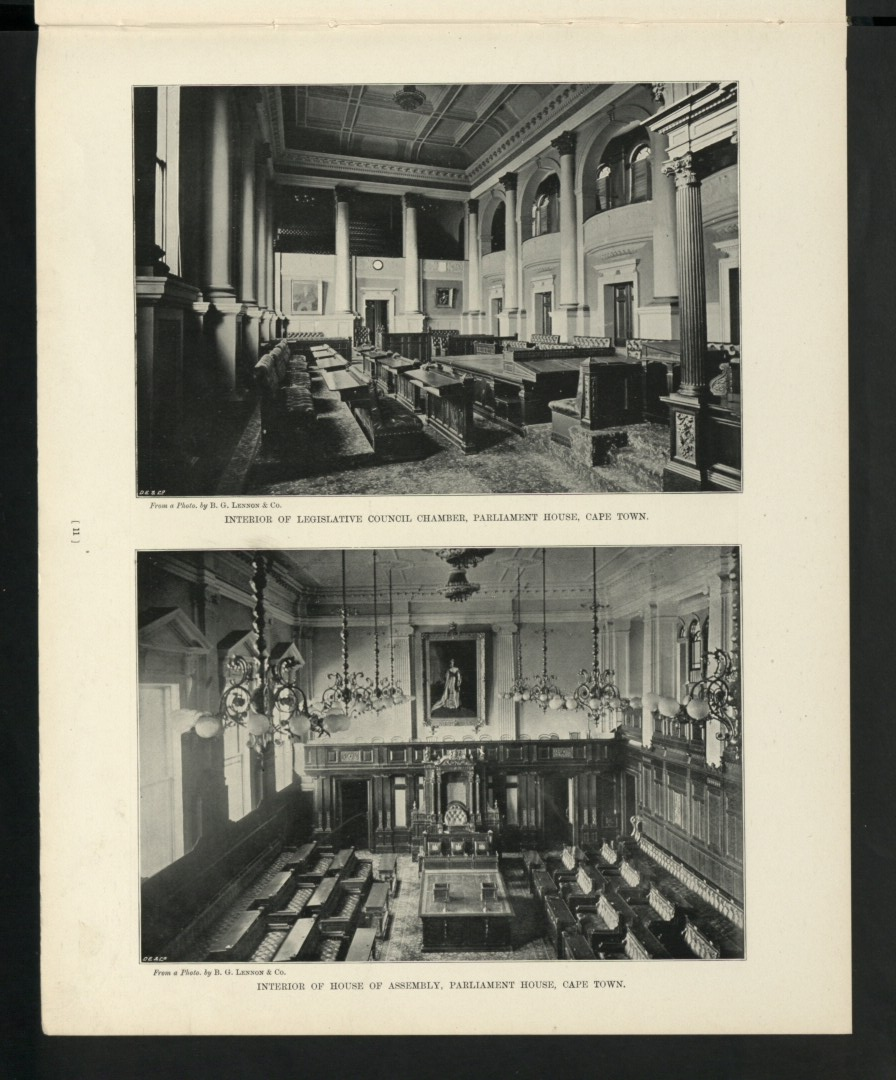
De
Volksraad van Zuid-Afrika

De Volksraad (Afrikaans: Volksraad; Engels: House of Assembly, letterlijk Huis van Vergadering) was het lagerhuis van het Parlement van Zuid-Afrika van 1910-1981, de enige parlementaire kamer van 1981-1984 en de blanke volksvertegenwoordiging in het Driekamerparlement van 1984-1994, toen het werd vervangen door de Nationale Vergadering. Door de geschiedenis heen werd de Volksraad uitsluitende samengesteld uit blanke leden die werden gekozen door blanke kiezers, hoewel sommige zwarten en kleurlingen in de Kaapprovincie stemden bij de verkiezingen tot 1960 en 1970.

## Verkiezingen
De leden werden gekozen volgens het Westminstersysteem, dat betekent dat in elk kiesdistrict de kandidaat met de meeste stemmen verkozen wordt, ongeacht zijn of haar aandeel aan de totale uitgebrachte stemmen. Na de afschaffing van de Senaat in 1981 werd het aantal leden van de Volksraad vergroot, met acht extra indirect verkozen leden. Vier ervan werden verkozen door de andere leden via evenredige vertegenwoordiging, en vier werden benoemd door de Staatspresident. 

## Stemrecht
De Zuid-Afrika-wet regelde dat het stemrecht in elke provincie hetzelfde als in de overeenkomstige kolonie voor de Unie moest zijn, totdat het Parlement van de Unie dit veranderde. De wet bevatte clausules, die regelden dat zwarte en bruine kiezers uitsluitend van de gemeenschappelijke kiezerslijst verwijderd konden worden door wetgeving die aangenomen was door een tweederdemeerderheid door beide huizen van het parlement in een gezamenlijke sessie. 
In alle delen van de Unie hadden aanvankelijk alleen mannen boven de 21 jaar stemrecht. Blanke vrouwen kregen stemrecht in 1929 en de eisen aan eigendommen en inkomsten die blanke mannen bevoordeelden werden afgeschaft in 1930. In de jaren zestig werd de stemgerechtigde leeftijd verlaagd naar 18. Wel waren er een aantal extra kwalificaties en diskwalificaties die per provincie verschilden. 

### Kaapprovincie
De Kaapprovincie had stemrecht dat gebaseerd was op eigendoms- en loonkwalificaties, open voor mensen van alle rassen. Tegen de tijd van de Nationale Conventie in 1908, die de Zuid-Afrika-wet had opgesteld, hadden 22.784 zwarte en bruine mensen van in totaal 152.221 kiezers recht om in Kaapland te stemmen. 
Vanaf 1930 hadden de traditionele Kaapse stemrechten alleen betrekking op gekleurde kiezers. De uitbreiding van het stemrecht voor de blanken in 1929 en 1930 was niet van toepassing op de niet-blanke meerderheid van de bevolking.
Tot 1937 werd een klein aantal zwarten in de Kaapprovincie opgenomen op de gemeenschappelijke kiezerslijst. Ingevolge de Naturelle Act (1936) werden drie blanke leden verkozen om de zwarte kiezers in de provincie te vertegenwoordigen, maar de kiezerslijst werd beperkt tot 11.000. Zwarte en bruine kiezers werden uitgesloten van de berekening van het aantal zetels van Kaapland. Alleen blanke volwassenen telden hiervoor mee, wat tot gevolg had dat in Kaapland het aantal kiezers per kieskring hoger was dan in de andere drie provincies. 
Evenzo werden de bruine kiezers in de Kaapprovincie van de algemene kiezerslijst verwijderd onder de Wet op Aparte Vertegenwoordiging van Kiezers 1951, hoewel de wet bij de zogenaamde Kleurlingstemrechtvraagstuk ter discussie werd gesteld; dit leidde tot een constitutionele crisis. Pas in 1953 namen bruine kiezers aan een algemene verkiezingen deel. Daarna vertegenwoordigden vier blanke parlementsleden de bruine bevolking van 1958 tot 1970 in de Volksraad. Deze zetels werden afgeschaft in 1968 door de Wijzigingswet op Aparte Vertegenwoordiging van Kiezers (1968). Die schafte alle politieke vertegenwoordiging van gekleurden in het Zuid-Afrikaanse parlement, tot de instelling van de Driekamerparlement. 

### Natal
Natal had een theoretisch niet-racistische stemrecht, dat vergelijkbaar was met (maar verschilde in detail) van de eigendoms- en inkomsteneisen van de Kaap. Naar schatting hadden in 1908 200 niet-blanken uit een totaal van 22.786 kiezers het stemrecht.

## Driekamerparlement
In het Driekamerparlement werd de Volksraad (die toen 178 leden telde) behouden als kamer alleen voor blanken, terwijl de Raad van Vertegenwoordigers en Raad van Afgevaardigden voor respectievelijk kleurlingen en Indiërs aangewezen was.